# Hans Georg Küssner
Hans Georg Küssner (* 14. September 1900 in Bartenstein, Deutsches Reich; † 21. März 1984 in Kassel) war ein deutscher Physiker und Aeronautiker, der weltweit Anerkennung erfuhr für seine Pionierarbeit auf dem Gebiet der Aeroelastizität.

## Leben
Hans Georg Küssner wurde am 14. September 1900 im zum ostpreußischen Kreis Friedland gehörenden Bartenstein geboren. Küssner studierte an der „Technischen Hochschule der Freien Stadt Danzig“ und promovierte 1928 mit der Dissertation „Das wirtschaftliche Ozeanflugzeug“ bei Viktor Rembold. Im gleichen Jahr wechselte er an die Deutsche Versuchsanstalt für Luftfahrt in Berlin, wo er an der Flugzeug-Problematik des Flatterns arbeitete, was sich in einer Vielzahl von Veröffentlichungen niederschlug. Hans Georg Küssner heiratete Martha Petter.
Im Jahre 1934 wechselte Küssner zur Aerodynamischen Versuchsanstalt in Göttingen. Für die Beschreibung der instationären Wirkung auf Flügel durch Turbulenz formulierte er 1936 die „Küssner-Funktion“. Zum Leiter des „Instituts für instationäre Vorgänge“ wurde Küssner 1939 ernannt. Hier erzielte er mit seiner „Allgemeinen Tragflächentheorie“ im Jahre 1940 seinen wissenschaftlichen Durchbruch – die Integralgleichung für schwingende dreidimensionale Tragflächensysteme in Unterschallströmung. Für seine Leistung wurde Küssner zum Professor und korrespondierenden Mitglied der „Deutschen Akademie der Luftfahrtforschung“ ernannt. Die rechenaufwändige numerische Lösung der Gleichung war ein Anwendungsfeld des Zuse-Computers Z3, welcher den Zeitaufwand drastisch verringern konnte.
Nach dem Zweiten Weltkrieg wurde Küssner 1947 Mitarbeiter am Max-Planck-Institut für Strömungsforschung in Göttingen, wo er sich der theoretischen Physik und Kontinuumsmechanik zuwandte. Im Jahre 1957 wechselte Küssner wiederum zur Aerodynamischen Versuchsanstalt, wo er Leiter der Abteilung für Aeroelastizität wurde. Aufgrund Küssners internationalen Renommees wurde er Mitglied im Gremium für Strukturen und Werkstoffe der NATO-Agentur AGARD (Advisory Group for Aerospace Research and Development). 1968 wurde er Mitglied der International Academy of Astronautics und 1981 wurde ihm von der Deutschen Gesellschaft für Luft- und Raumfahrt der Ludwig-Prandtl-Ring verliehen.
Hans Georg Küssner starb am 21. März 1984 in Kassel.

## Publikationen
- Das wirtschaftliche Ozeanflugzeug, Dissertation, 1928
- Schwingungen von Flugzeugflügeln, 1929
- Neue gruppentheoretische Grundlagen der Physik, 1935 (geheim)
- Untersuchung der Bewegung einer Platte beim Eintritt in eine Strahlgrenze, 1935
- Zusammenfassender Bericht über den instationären Auftrieb von Flügeln, 1936
- Über die Untersuchung eines Hubschraubermodelles, in 3 Teilen, 1936/37
- Flügel- und Leitwerkflattern, 1937
- Der schwingende Flügel mit aerodynamisch ausgeglichenem Ruder, 1940
- Allgemeine Tragflächentheorie, 1940
- Beiträge zur einheitlichen Feldtheorie, 1942 (geh.)
- Der Leistungsbedarf des idealen Hubschraubers, 1943
- Lösungen der klassischen Wellengleichungen für bewegte Quellen, 1944
- Beiträge zur mathematischen Behandlung komplexer Eigenwertprobleme, IV. Konvergenzbeweis für das Iterationsverfahren, 1944
- Principia Physica, Göttingen: Vandenhoeck & Ruprecht, 1946
- Aeroelastische Aufgaben des Flugzeugbaus, 1957
- Aerolastic Problems On Aircraft Construction, 1959
- Übersicht über den gegenwärtigen Stand der Flatterforschung, 1960
- Instationäre linearisierte Theorie der Flügelprofile endlicher Dicke in inkompressibler Strömung, 1960
- Erprobung der Messapparatur im Windkanal, 1961
- Theorie der schwingenden Tragflächen großer Streckung im Unterschallbereich, 1965
- Grundlagen einer einheitlichen Theorie der physikalischen Teilchen und Felder, 1976